# Jürgen Vietor
Jürgen Vietor (* 1942 in Kassel) ist ein deutscher Pilot. 1977 erlangte er Bekanntheit als Copilot durch die Entführung des Flugzeugs „Landshut“.

## Leben
Jürgen Vietor wurde nach seiner Offiziersausbildung an der Marineschule Mürwik (Gorch Fock 1964–1965) Marineflieger und flog von 1967 bis 1974 vor allem Breguet Atlantic im Marinefliegergeschwader 3 „Graf Zeppelin“ auf dem Fliegerhorst Nordholz. Danach war Vietor 25 Jahre lang als Pilot bei der Lufthansa beschäftigt. Seit 1999 ist er im Ruhestand.
Weil die Entführer der Landshut Vietor für einen Juden hielten, wollten sie ihn erschießen. Das Logo seiner Uhr der Marke Junghans erinnerte sie an den Davidstern. Vietor musste sich auf den Boden knien, seine Erschießung konnte Flugkapitän Jürgen Schumann allerdings verhindern. Nach der Ermordung Schumanns musste Vietor die Boeing 737-200 allein fliegen.
Sechs Wochen nach der Entführung nahm er wieder den Flugdienst auf. Das erste Flugzeug, das er nach der Entführung flog, war wieder die Landshut. Aus Protest gegen die angekündigte Haftentlassung des RAF-Terroristen Christian Klar gab Jürgen Vietor im November 2008 sein Bundesverdienstkreuz 1. Klasse zurück. Es war ihm im Oktober 1977 von Bundespräsident Walter Scheel verliehen worden.